# Per damunt de la sospita
 Per damunt de la sospita  (original: Above Suspicion) és una pel·lícula estatunidenca dirigida per Richard Thorpe, estrenada el 1943 i doblada al català.

## Argument
El 1939, Richard Myles (Fred MacMurray), un professor nord-americà que ensenya a Oxford, i la seva nova esposa, Frances (Joan Crawford), es troben de lluna de mel per Europa. Abans de sortir de viatge, el servei secret britànic li encarrega a Myles una missió que ha de dur a terme a Alemanya. Al principi, tant Myles com la seva esposa els diverteix el seu paper d'espies; però a poc a poc les coses s'aniran complicant.

## Repartiment
- Joan Crawford: Frances Myles
- Fred MacMurray: Richard Myles
- Conrad Veidt: Hassert Seidel
- Basil Rathbone: Sig von Aschenhausen
- Reginald Owen: Dr. Mespelbrunn
- Richard Ainley: Peter Galt
- Cecil Cunningham: Comtessa
- Ann Shoemaker: Tia Ellen
- Sara Haden: Tia Hattie
- Felix Bressart: Mr. A. Werner
- Bruce Lester: Thornley
- Johanna Hofer: Frau Kleist
- Lotte Palfi Andor: Ottilie
- Ludwig Donath (als crèdits Louis Donath): Un oficial de la Gestapo al laboratori de Schultz
- Ivan F. Simpson (no surt als crèdits): El conserge a Oxford